# Vésky
Vésky jsou místní část města Uherského Hradiště. Rozprostírají se ve svahovitém terénu na levém břehu řeky Olšavy. První zmínky o Véskách jsou ve srovnání s okolními obcemi poměrně mladého data, konkrétně z 15. století, kdy markrabě Jošt daroval Petrovi z Kravař dvě vesnice – Vésky a Sady.

## Historie
Dějiny vesnice jsou velmi podobné Sadům a především Kunovicím, s nimiž se později staly součástí ostrožského panství. V obci stojí kaple sv. Anny z 19. století. Od roku 1980 doposud jsou Vésky součástí Uherského Hradiště.

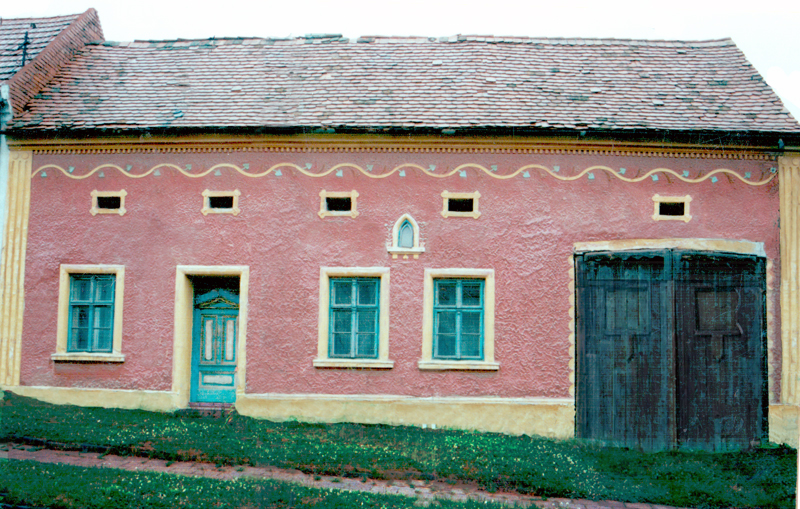
Typický slovácký dům ve vsi

## Kultura
V městské části působí regionálně známý ochotnický divadelní spolek SKI Vésky (zkratka znamená Slovácké kivadlo Vésky), na jehož představení jezdí lidé z širokého okolí. Na kulturním životě se velkou částí podílí také sbor dobrovolných hasičů. Poslední srpnový týden se v obci každoročně konají slovácké hody.